# Zbiczno (gmina)
Zbiczno est une gmina rurale du powiat de Brodnica, Couïavie-Poméranie, dans le centre-nord de la Pologne. Son siège est le village de Zbiczno, qui se situe environ 10 km au nord de Brodnica et 61 km au nord-est de Toruń.
La gmina couvre une superficie de 132,9 km2 pour une population de 4 467 habitants.

## Géographie
La gmina inclut les villages de Bachotek, Brzezinki, Ciche, Czyste Błota, Gaj-Grzmięca, Głowin, Godziszka, Grabiny, Grzmięca, Kaługa, Karaś, Koń, Ładnówko, Ławy Drwęczne, Lipowiec, Mieliwo, Najmowo, Pokrzydowo, Robotno, Robotno-Fitowo, Rosochy, Równica, Rytebłota, Sosno Szlacheckie, Staw, Strzemiuszczek, Sumówko, Sumowo, Szramowo, Tęgowiec, Tomki, Wysokie Brodno, Zarośle, Zastawie, Zbiczno, Żmijewko et Żmijewo.
La gmina borde la ville de Brodnica et les gminy de Biskupiec, Bobrowo, Brodnica, Brzozie, Jabłonowo Pomorskie et Kurzętnik.